# Agama gracilimembris
Espèce
Agama gracilimembris est une espèce de sauriens de la famille des Agamidae.

## Répartition
Cette espèce se rencontre au Ghana, au Bénin, au Nigeria, au Cameroun, et en Centrafrique. 

## Publication originale
- Chabanaud, 1918 : Étude complémentaire de deux Agama de l'Afrique occidentale et description de quatre espèces nouvelles de reptiles de la même région. Bulletin du Muséum d'Histoire Naturelle, Paris, vol. 24, p. 104-112 (texte intégral).